# Shrine Cemetery
Shrine Cemetery is een Britse militaire begraafplaats met gesneuvelden uit de Eerste Wereldoorlog, gelegen in de Franse gemeente Bucquoy in het departement Pas-de-Calais. De begraafplaats werd ontworpen door William Cowlishaw en ligt aan een landweg op 1,2 km ten westen van het centrum van de gemeente (Église Saint-Pierre). Ze heeft een trapeziumvormig grondplan met een oppervlakte van ruim 381 m². De begraafplaats wordt omsloten door een bakstenen muur en via een terras en enkele opwaartse treden bereikt men vanaf de straat het terrein met de graven waar ongeveer in het midden het Cross of Sacrifice staat. 
De begraafplaats wordt onderhouden door de Commonwealth War Graves Commission en bevat 91 graven waaronder 42 niet geïdentificeerde.

## Geschiedenis
Bucquoy werd op 17 maart 1917 bezet door de 7th Division en was in maart en april 1918 het toneel van zware gevechten tijdens het Duitse lenteoffensief. 
De begraafplaats werd door de 46th (North Midland) Division in maart 1917 aangelegd en is genoemd naar een nabijgelegen crucifix. In augustus 1918 werden nog door andere eenheden gesneuvelden bijgezet. Na de wapenstilstand werden nog meer graven binnengebracht, voornamelijk vanuit Ligny-le-Barque en Eaucourt-L'Abbe.
Onder de geïdentificeerde doden zijn er 41 Britten, 6 Nieuw-Zeelanders en 1 Australiër. Er ligt ook nog 1 Duitser.

### Onderscheiden militairen
- Leslie Sayer, kapitein bij het Royal Warwickshire Regiment werd tweemaal onderscheiden met het Military Cross (MC and Bar).
- A. Linnell, sergeant bij het South Staffordshire Regiment werd onderscheiden met de Military Medal ((MM).